# Exocentrus strigosus
Exocentrus strigosus är en skalbaggsart som beskrevs av Jordan 1903. Exocentrus strigosus ingår i släktet Exocentrus och familjen långhorningar. Inga underarter finns listade i Catalogue of Life.